# Microdebilissa argentifera
Microdebilissa argentifera är en skalbaggsart som först beskrevs av Carolus Holzschuh 1984.  Microdebilissa argentifera ingår i släktet Microdebilissa och familjen långhorningar.
Artens utbredningsområde är Nepal. Inga underarter finns listade i Catalogue of Life.